# Lion-en-Sullias
Lion-en-Sullias és un municipi francès, situat al departament del Loiret i a la regió de Centre – Vall del Loira. L'any 2007 tenia 414 habitants.

## Demografia

### Població
El 2007 la població de fet de Lion-en-Sullias era de 414 persones. Hi havia 155 famílies, de les quals 42 eren unipersonals (17 homes vivint sols i 25 dones vivint soles), 38 parelles sense fills, 67 parelles amb fills i 8 famílies monoparentals amb fills.
La població ha evolucionat segons el següent gràfic:
Habitants censats

### Habitatges
El 2007 hi havia 231 habitatges, 166 eren l'habitatge principal de la família, 56 eren segones residències i 9 estaven desocupats. 224 eren cases i 2 eren apartaments. Dels 166 habitatges principals, 133 estaven ocupats pels seus propietaris, 29 estaven llogats i ocupats pels llogaters i 3 estaven cedits a títol gratuït; 3 tenien una cambra, 6 en tenien dues, 27 en tenien tres, 59 en tenien quatre i 70 en tenien cinc o més. 144 habitatges disposaven pel capbaix d'una plaça de pàrquing. A 70 habitatges hi havia un automòbil i a 85 n'hi havia dos o més.

### Piràmide de població
La piràmide de població per edats i sexe el 2009 era:
| Homes | Edats   | Dones |
| ----- | ------- | ----- |
| 0     | 95 o +  | 0     |
| 0     | 90 a 94 | 4     |
| 0     | 85 a 89 | 0     |
| 4     | 80 a 84 | 4     |
| 8     | 75 a 79 | 20    |
| 12    | 70 a 74 | 0     |
| 8     | 65 a 69 | 12    |
| 8     | 60 a 64 | 4     |
| 4     | 55 a 59 | 0     |
| 8     | 50 a 54 | 12    |
| 16    | 45 a 49 | 0     |
| 20    | 40 a 44 | 24    |
| 12    | 35 a 39 | 4     |
| 8     | 30 a 34 | 12    |
| 8     | 25 a 29 | 12    |
| 8     | 20 a 24 | 8     |
| 12    | 15 a 19 | 24    |
| 20    | 10 a 14 | 28    |
| 16    | 5 a 9   | 4     |
| 8     | 0 a 4   | 20    |

## Economia
El 2007 la població en edat de treballar era de 259 persones, 213 eren actives i 46 eren inactives. De les 213 persones actives 202 estaven ocupades (119 homes i 83 dones) i 11 estaven aturades (8 homes i 3 dones). De les 46 persones inactives 13 estaven jubilades, 17 estaven estudiant i 16 estaven classificades com a «altres inactius».

### Ingressos
El 2009 a Lion-en-Sullias hi havia 161 unitats fiscals que integraven 429 persones, la mediana anual d'ingressos fiscals per persona era de 18.518 €.

### Activitats econòmiques
Dels 12 establiments que hi havia el 2007, 5 eren d'empreses de construcció, 3 d'empreses de comerç i reparació d'automòbils, 2 d'empreses d'hostatgeria i restauració, 1 d'una empresa immobiliària i 1 d'una empresa classificada com a «altres activitats de serveis».
Dels 5 establiments de servei als particulars que hi havia el 2009, 1 era un paleta, 1 guixaire pintor, 1 lampisteria i 2 electricistes.
L'any 2000 a Lion-en-Sullias hi havia 11 explotacions agrícoles que ocupaven un total de 570 hectàrees.

## Equipaments sanitaris i escolars
El 2009 hi havia una escola elemental integrada dins d'un grup escolar amb les comunes properes formant una escola dispersa.

## Poblacions més properes
El següent diagrama mostra les poblacions més properes.